# گری اشمور
جرالد اَشمور (انگلیسی: Gerald Ashmore؛ زادهٔ ۲۵ ژوئیهٔ ۱۹۳۶ در وست برومویچ، استافوردشر) رانندهٔ سابق مسابقات اتومبیل‌رانی فرمول یک اهل بریتانیا است که از فصل ۱۹۶۱ تا ۱۹۶۲ در مجموع در چهار گراند پری شرکت کرد، اما موفق به کسب هیچ امتیازی نشد.